# Viola dombeyana
Viola dombeyana är en violväxtart som beskrevs av Dc. och Ging.. Viola dombeyana ingår i släktet violer, och familjen violväxter. Inga underarter finns listade i Catalogue of Life.